# 紀元前800年
紀元前800年（きげんぜん800ねん）は、西暦による年。

## 他の紀年法
- 干支 : 辛丑
- 中国
  - 周 - 宣王28年
  - 魯 - 孝公7年
  - 斉 - 成公4年
  - 晋 - 穆侯12年
  - 秦 - 荘公22年
  - 楚 - 熊徇22年
  - 宋 - 恵公31年
  - 衛 - 武公13年
  - 陳 - 釐公32年
  - 蔡 - 釐侯10年
  - 曹 - 戴伯26年
  - 鄭 - 桓公7年
  - 燕 - 釐侯27年
- 朝鮮
  - 檀紀1534年
- ユダヤ暦 : 2961年 - 2962年
- アッシリア暦 : 3951年
- 人類紀元 : 9201年

## 死去
- 宋の哀公